# Nadine Isaacs
Nadine Isaacs (1942-2004) là một kiến trúc sư người Jamaica. Bà là phó chủ tịch nữ đầu tiên của Ban đăng ký kiến trúc sư và là nữ chủ tịch đầu tiên của Viện kiến trúc sư Jamaica. Bà đứng đầu Trường Kiến trúc Caribe, với tư cách là nữ lãnh đạo đầu tiên cũng như lãnh đạo khoa Môi trường Xây dựng tại Đại học Công nghệ Kingston.

## Tiểu sử
E. Nadine Isaacs được sinh ra ở Jamaica vào năm 1942 tại Ivy và Wills Isaacs. Bà tốt nghiệp Đại học Sydney, Úc với bằng kiến trúc và sau đó trở lại để đảm nhận vị trí với Bộ trưởng bộ nhà ở tại Jamaica, làm việc để trở thành kiến trúc sư điều hành cao cấp. Vào giữa những năm 1970, bà đã làm việc với Ngân hàng Thế giới về các dự án kết hợp với Bộ Nhà ở để cải thiện sự sẵn có của vật liệu lợp giá rẻ. Công việc của Isaac là đánh giá các yêu cầu cần thiết để đáp ứng các điều kiện địa phương cũng như các mối quan tâm về giá cả. Bà gia nhập Bộ phận Dịch vụ và Trang web và làm việc thiết kế và xây dựng nhà ở giá rẻ, sau đó gia nhập Tập đoàn Phát triển Đô thị, trước khi mở công ty riêng.
Năm 1986, Isaacs được bầu làm nữ chủ tịch đầu tiên của Viện Kiến trúc sư Jamaica. Bà được bầu lại cho nhiệm kỳ thứ hai vào năm 1987 và cùng năm đó, bà trở thành phó chủ tịch của Ủy ban đăng ký kiến trúc sư mới thành lập. Năm 1999, Isaacs trở thành người phụ nữ đầu tiên đứng đầu Trường Kiến trúc Caribe và là nữ đồng nghiệp đầu tiên của Viện Kiến trúc sư Jamaica. Bà cũng lãnh đạo khoa Môi trường xây dựng tại Đại học Công nghệ Kingston.
Isaacs đã chết sau một cơn sốt kéo dài vào ngày 16 tháng 6 năm 2004 tại Kingston, Jamaica. Sau đó, một giải thưởng thiết kế hàng năm được đưa ra dưới tên của bà bởi Đại học Công nghệ.